# Еріх Карлевскі
Еріх Карлевскі (нім. Erich Karlewski; 20 вересня 1874, Клецен — 24 грудня 1946, Мюльберг) — німецький офіцер, генерал авіації.

## Біографія
1 квітня 1893 року вступив в Прусську армію і був призначений офіцером роти 6-го пішого артилерійського полку. З 1 жовтня 1897 по липень 1898 року навчався в артилерійському та інженерному училищі. З 1 жовтня 1906 року — офіцер роти, з 21 квітня 1911 року — командир роти 8-го пішого артилерійського полку, з 17 лютого 1914 року — роти навчального полку училища пішої артилерії Ютербога, з 2 серпня 1914 року — роти гвардійського пішого артилерійського полку, з 7 вересня 1915 року — батальйону свого полку. Учасник Першої світової війни. 15 січня 1917 року призначений в штаб генерала пішої артилерії №8 (6-та армія). З травня 1918 року — командир 1-го пішого артилерійського полку.
З 18 грудня 1918 року знову служив в навчальному полку училища пішої артилерії Ютербога. З 1 жовтня 1919 року — командир батальйону 3-го артилерійського полку. З 1 жовтня 1920 року служив в штабі 3-го батальйону свого полку. З 5 липня 1921 року — інструктор артилерійського училища Ютербога. З 1 лютого 1926 року — керівник 4-го відділу Управління озброєнь сухопутних військ. З 1 квітня 1929 року — командир 3-го артилерійського полку. З 1 жовтня 1929 року — керівник тестування Управління озброєнь сухопутних військ. 30 вересня 1932 року вийшов у відставку.
З 1 грудня 1932 по 24 грудня 1933 року — військовий радник в Китаї. 1 жовтня 1934 року вступив в люфтваффе, офіцер для особливих доручень в Імперському міністерстві авіації. З 1 жовтня 1935 року — командир Авіаційної технічної академії в Берліні. 31 березня 1938 року остаточно вийшов у відставку. В червні 1945 року взятий в полон радянськими військами. Помер у спецтаборі НКВС №1.

## Звання
- Фенріх (21 квітня 1894)
- Другий лейтенант (27 січня 1895)
- Оберлейтенант (14 лютого 1905)
- Гауптман запасу (21 квітня 1911)
- Гауптман (13 вересня 1911)
- Майор (27 січня 1918)
- Оберстлейтенант (1 липня 1923)
- Оберст (1 квітня 1928)
- Генерал-майор (1 жовтня 1931)
- Генерал-лейтенант запасу (30 вересня 1932)
- Генерал-лейтенант (1 жовтня 1936)
- Генерал авіації запасу (31 березня 1938)

## Нагороди
- Столітня медаль
- Залізний хрест 2-го і 1-го класу
- Королівський орден дому Гогенцоллернів, лицарський хрест з мечами
- Нагрудний знак «За поранення» в чорному
- Хрест «За вислугу років» (Пруссія)
- Почесний хрест ветерана війни з мечами
- Медаль «За вислугу років у Вермахті» 4-го, 3-го, 2-го і 1-го класу (25 років)